# Chotiměř
Chotiměř település Csehországban, a Litoměřicei járásban. Chotiměř Velemín és Malé Žernoseky településekkel határos. Lakosainak száma 286 fő (2024. január 1.).

## Népesség
A település lakosságának változását az alábbi diagram mutatja:
| Lakosok száma | 280  | 313  | 402  | 249  | 287  | 235  | 291  | 294  | 294  | 286  |
|               | 1869 | 1890 | 1921 | 1950 | 1980 | 2001 | 2017 | 2019 | 2022 | 2024 |